# 傲慢宣言
《傲慢宣言》是由MADOSOFT在2013年7月26日發售的戀愛冒險類型成人遊戲。

## 故事
描述通過補考男主角夏島新十郎被迫成為學園祭執行委員成員後尋找新成員並與他們一起準備如何讓學園祭熱鬧起來故事。

## 登場人物

### 主要角色
夏島新十郎
男主角。
西村汐里（聲：小倉結衣）
夏島新十郎青梅竹馬。成績優異，擅長體育運動。
（聲：Miru）
夏島新十郎妹妹。與哥哥住在一起，所有的家事都是由美咲負責。
新開渚（聲：鈴谷麻耶）
夏島新十郎學妹。有時會為了幫助別人而陷入麻煩，因此在學校被視為問題兒童。空手道水平甚至贏得了全國冠軍。
（聲：金田まひる）
天才發明家。年紀比夏島新十郎年輕，但因為跳級而成為了他的同學。

### 其他角色
初瀬湊（聲：手塚りょうこ）
夏島新十郎就讀班級班導。喜歡BL遊戲。
伊吹涛子（聲：渋谷ひめ）
學生會長。喜歡一個人唱卡拉OK。
日向真（聲：八ッ橋きなこ）
夏島新十郎班上同學的朋友。
山城大輔
夏島新十郎的朋友。
演剧社社長（聲：金松由花）
演剧社社長。本名無人知曉。

## 主題歌
片頭曲
作曲、編曲：松井俊介 / 作詞：hachico. / 歌：桃箱
插入曲
作曲、編曲：松井俊介 / 作詞：高谷紗那 / 歌：miko
片尾曲
歌、作詞：天乙准花/ 作曲、編曲：

## 評價
《傲慢宣言》在日本美少女游戏与动画相关商品销售网站Getchu.com的2013年7月销量榜上排名第3名；全年排名第26名。

## 外部連結
- ナマイキデレーション（日語）
- 《傲慢宣言》在視覺小說數據庫的頁面 （英文）